# بادخورک‌ریختان
بادخورک‌ریختان (به لاتین: Apodimorphae) دسته‌ای از پرندگان آوندریختان است که شامل خانواده‌های موجود Trochilidae (مرغان مگس)، بادخورک درختی، بادخورکان و بوفچه-شبگردان و همچنین بسیاری از خانواده‌های فسیلی است. این گروه‌بندی پرندگان در انواع مطالعات اخیر مورد حمایت قرار گرفته‌است. دو طرح طبقه‌بندی بالاتر برای خانواده‌های بادخورک‌ریختان پیشنهاد شده‌است. یکی این که همه پرندگان آوندریختان در راسته شبگردسانان طبقه‌بندی شوند، در حالی که دیگری پرندگان آوندریختان را به چندین راسته جداگانه تقسیم می‌کند. در این باره بادخورک‌ریختان زیرمجموعه‌ای از آوندریختان است که شامل راسته‌های Aegotheliformes (تنها شامل بوفچه-شبگردها استرالزی) و بادخورک‌سانان (بادخورک‌ها، بادخورک‌های درختی و مرغ‌های مگس که پراکنش جهانی دارند) است. نام مشابهی برای گروه Daedalornithes برای کلاد بوفچه-شبگرد-بادخورک‌سان به کار رفته‌است، تفاوتی بین این دو نام وجود دارد که بادخورک‌ریختان به عنوان گروه سراسری تعریف شده‌است (شامل‌ترین کلاد دربرگیرندهٔ Aegotheles cristatus و Apus apus اما نه Caprimulgus europaeus، Steatornis caripensis، Nyctibius grandis، یا Podargus strigoides) و Daedalornithes به عنوان گروه تاج (کم‌شامل‌ترین کلاد دربرگیرندهٔ Aegotheles cristatus و Apus apus) تعریف شده‌است.